# Parafia Św. Jadwigi w Zabełkowie
Parafia św. Jadwigi w Zabełkowie – rzymskokatolicka parafia znajdująca się w Zabełkowie. Parafia należy do dekanatu Tworków i diecezji opolskiej.

## Historia
Historycznie Zabełków był przez potok Bełk podzielony na dwie części, należące do dwóch różnych parafii. W XVII wieku część północna należała do parafii tworkowskiej a południowa (Szulerowice) do parafii bogumińskiej, a po wojnach śląskich i oddzieleniu granicą od Bogumina do parafii godowskiej (od 1784).
Około roku 1799 zbudowano we wsi kapliczkę i założono cmentarz. W roku 1850 zabełkowianie doczekali się kościoła: zakupili zbudowany ok. 1657 roku przez majstra ciesielskiego Nowaka z Zakrzowa w Sławikowie kościół pw. św. męczenników Wojciecha i Jerzego, zabełkowianie natomiast poświęcili kościół Matce Bożej Anielskiej. W 1862 wybudowano probostwo a w 1864 pierwszym proboszczem został ks. Porschke (do 1902 roku). Po nim proboszczami byli Polacy ks. J. Czaja (1902 do 1913), ks. W. Gąska (1913 do 1921). W trakcie plebiscytu parafianie opowiedzieli się w większości za Polską, jednak miejscowość pozostała w Niemczech. W latach 1922 do 1959 proboszczem był ks. J. Woitzik. W 1937 poświęcono nowy kościół murowany pw. św. Jadwigi, który spłonął pod koniec II wojny światowej. Odbudowany po wojnie kościół służy do dziś, natomiast drewniany kościół spłonął w 1976, na jego miejscu stoi dziś kościół cmentarny.